# Inverness
Inverness (en escocés: Innerness; en gaélico escocés: Inbhir Nis) es la capital y única ciudad del consejo unitario de Highland en Escocia, Reino Unido. Además, es considerada y publicitada como la capital de la región de las Tierras Altas. La ciudad de Inverness es inusual porque, aunque existe una patente real del año 2001, no tiene límites establecidos.
La ciudad de Inverness se sitúa en la desembocadura del río Ness en el fiordo de Moray (en inglés: Moray Firth) y sirve de punto de conexión entre diversos medios de transporte. Los primeros establecimientos humanos en la zona datan del siglo VI a. C., y la primera carta puebla, del siglo XIII. Cerca de ella tuvo lugar la batalla de Culloden, en el siglo XVIII.
Inverness tiene una población de 51 832 habitantes (censo 2001), y envía representantes a los Parlamentos de Holyrood y Westminster. Entre los múltiples eventos deportivos y culturales que alberga la ciudad, cabe destacar los Highland games ("Juegos de las Tierras Altas"), así como los partidos del equipo de fútbol Inverness Caledonian Thistle F.C., que juega en la Primera División de Escocia.

## Geografía
Inverness está situada en la desembocadura del río Ness (que fluye desde las inmediaciones del lago Ness) y en el extremo suroccidental del fiordo de Moray. La ciudad se encuentra al final del Great Glen con el lago Ness, el lago Ashie y el lago Duntelchaig hacia el oeste.
Inverness se encuentra en la falla de Great Glen. El último terremoto que afectó a Inverness ocurrió en 1934.

## Clima
Inverness tiene un clima oceánico subpolar, con el invierno más frío de todas las ciudades del Reino Unido, llegando hasta -17,8 °C en diciembre de 1995. Aunque su latitud es similar a la de Gotemburgo, Suecia, Inverness tiene un clima mucho más suave y húmedo debido a la influencia directa de la Corriente del Golfo que atenúa su amplitud térmica anual. Presenta el día más largo del verano de cualquier otra ciudad en el país y las temperaturas usualmente son muy homogéneas dada su poca oscilación térmica a lo largo del año, pudiendo llegar a 29 °C en algunos días.
| Parámetros climáticos promedio de | Parámetros climáticos promedio de | Parámetros climáticos promedio de | Parámetros climáticos promedio de | Parámetros climáticos promedio de | Parámetros climáticos promedio de | Parámetros climáticos promedio de | Parámetros climáticos promedio de | Parámetros climáticos promedio de | Parámetros climáticos promedio de | Parámetros climáticos promedio de | Parámetros climáticos promedio de | Parámetros climáticos promedio de | Parámetros climáticos promedio de |
| Mes                               | Ene.                              | Feb.                              | Mar.                              | Abr.                              | May.                              | Jun.                              | Jul.                              | Ago.                              | Sep.                              | Oct.                              | Nov.                              | Dic.                              | Anual                             |
| --------------------------------- | --------------------------------- | --------------------------------- | --------------------------------- | --------------------------------- | --------------------------------- | --------------------------------- | --------------------------------- | --------------------------------- | --------------------------------- | --------------------------------- | --------------------------------- | --------------------------------- | --------------------------------- |
| Temp. máx. media (°C)             | 6.9                               | 7.3                               | 9.3                               | 11.6                              | 14.6                              | 16.9                              | 18.9                              | 18.6                              | 16.1                              | 12.6                              | 9.3                               | 7.0                               | 12.5                              |
| Temp. mín. media (°C)             | 1.1                               | 1.2                               | 2.4                               | 4.0                               | 6.4                               | 9.3                               | 11.4                              | 11.2                              | 8.9                               | 6.0                               | 3.5                               | 1.2                               | 5.6                               |
| Precipitación total (mm)          | 76.9                              | 58.6                              | 57.6                              | 39.4                              | 51.6                              | 59.3                              | 53.4                              | 59.5                              | 67.2                              | 78.1                              | 66.2                              | 65.0                              | 732.8                             |
| Días de precipitaciones (≥ 1 mm)  | 14                                | 11                                | 14                                | 9                                 | 11                                | 11                                | 10                                | 12                                | 12                                | 13                                | 13                                | 13                                | 143                               |
| Horas de sol                      | 38.8                              | 72.7                              | 104.5                             | 135.5                             | 176.8                             | 143.1                             | 140.0                             | 133.9                             | 113.2                             | 84.2                              | 49.7                              | 27.8                              | 1220.1                            |
| Fuente: MetOffice                 |                                   |                                   |                                   |                                   |                                   |                                   |                                   |                                   |                                   |                                   |                                   |                                   |                                   |

## Salud

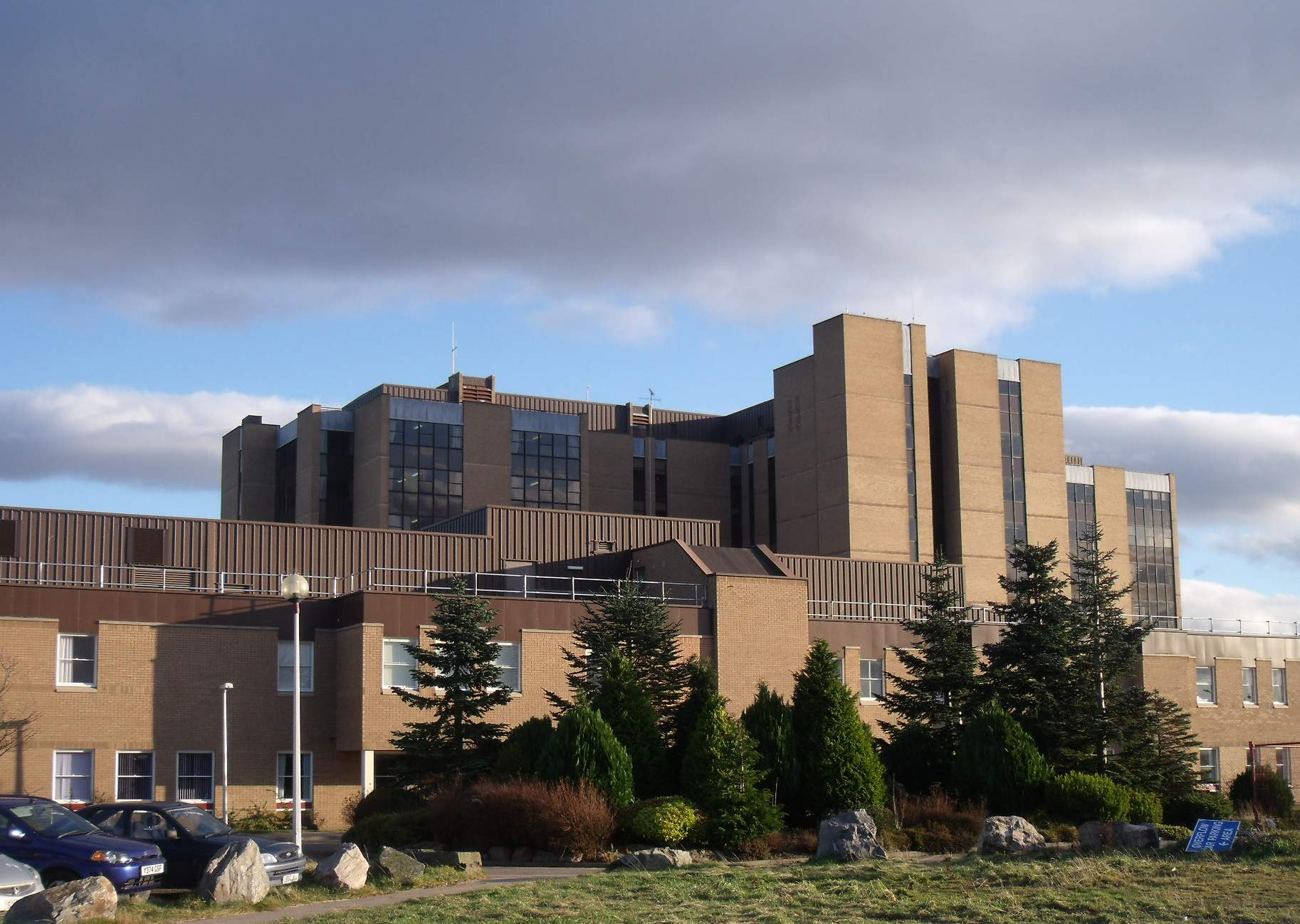
Raigmore Hospital

El Raigmore Hospital es el principal hospital de Inverness y de toda la región de las Tierras Altas. El hospital abrió en 1970, remplazando las salas hospitalarias de guerra que databan de 1941.
Raigmore también es un hospital de enseñanza para ambas universidades, la de Aberdeen y la de Stirling. Un nuevo centro para la Ciencia de la Salud (CfHS, Centre for Health Science) se ubica detrás del hospital. Fue fundado por la empresa Highlands and Islands Enterprise, Scottish Executive y Johnson & Johnson. La fase I del hospital abrió a principios de 2007, y las fases II y III albergan al Instituto de Diabetes, que abrió en 2009. Luego, la universidad de Stirling mudó las operaciones de enseñanza de enfermería y obstetricia del hospital Raigmore al centro para la Ciencia de la Salud (CfHS). La Universidad de las Tierras Altas e Islas también tiene fuertes vínculos con el centro a través de su Facultad de la Salud.

## Ciudades hermanadas
- Augsburgo (Alemania)
- La Baule (Francia)
- Saint-Valery-en-Caux (Francia)